# 西山村 (三重県)
西山村（にしやまむら）は三重県南牟婁郡にあった村。現在の熊野市の南西部、紀和町各町の北部にあたる。

## 地理
- 山岳：西山、大人平山、玉置山
- 河川：北山川

## 歴史
- 1889年（明治22年）4月1日 - 町村制の施行により、赤木村・長尾村・平谷村・小森村の区域をもって発足。
- 1955年（昭和30年）3月1日 - 上川村・入鹿村と合併して紀和町が発足。同日西山村廃止。

## 史跡
- 赤木城跡